# 许刚 (1964年)
許剛（1964年9月—），男，漢族，安徽泗縣人，畢業於安徽大學研究生課程進修班經濟管理專業，大學學歷。1984年7月參加工作，1987年5月加入中國共產黨。

## 生平
安徽省人民警察學校畢業後投身警界，歷任宿州市公安局局長、六安市公安局局長。2009年12月，出任阜阳市委常委、政法委書記。2013年3月，獲選為安徽省公安廳副廳長、黨委委員。2016年8月，成為安徽省公安廳常務副廳長、黨委副書記。2018年9月，改任安徽省委政法委常務副書記。2020年3月，任安徽省人民政府副秘書長。
2020年6月9日，安徽省紀委監委宣布許剛涉嫌嚴重違紀違法，正在接受紀律審查和監察調查。2021年2月3日，遭到开除党籍、开除公职处分。